# GW Train Regio

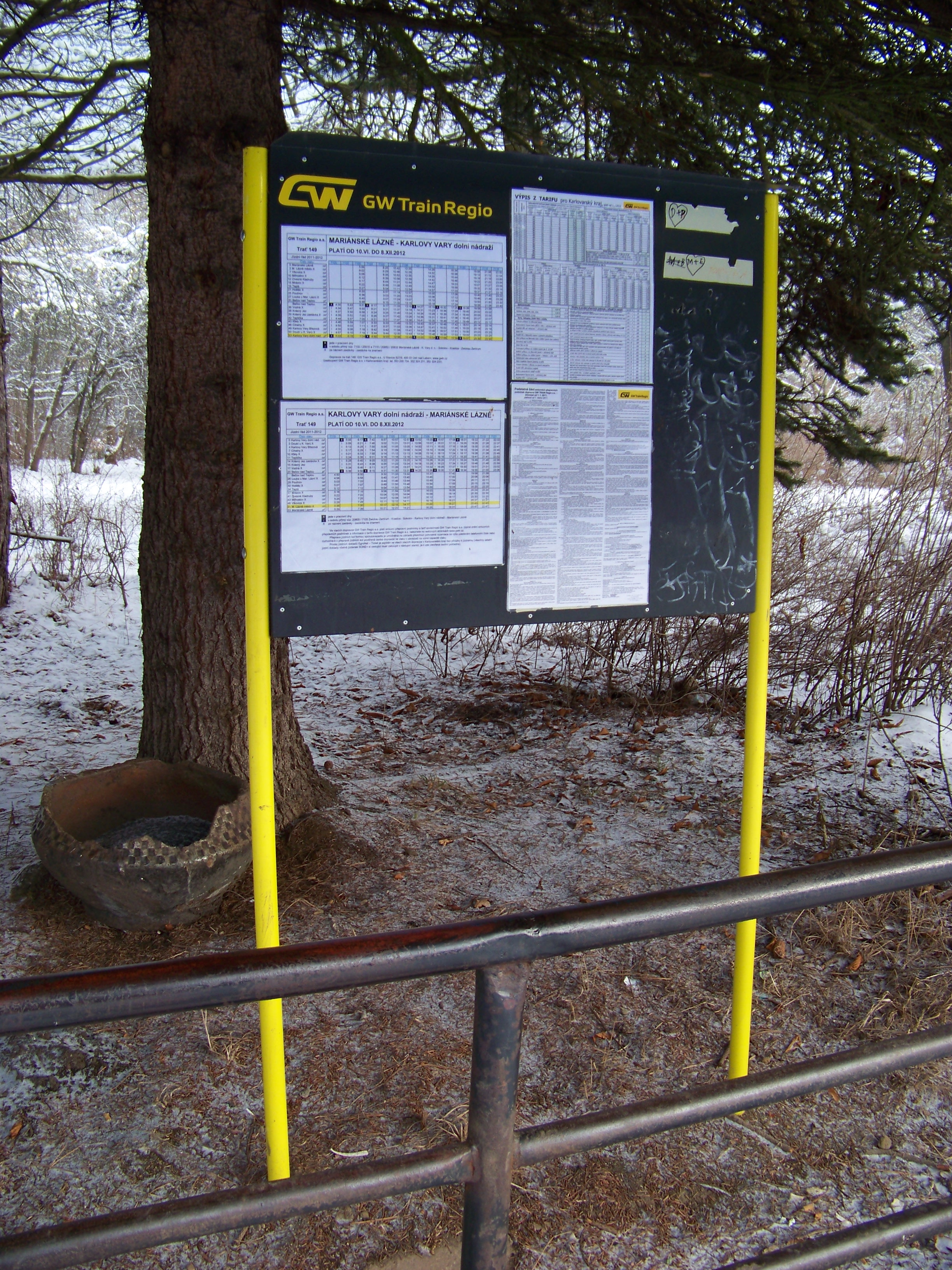
Informační tabule GW Train Regio v zastávce Mariánské Lázně město, rok 2012

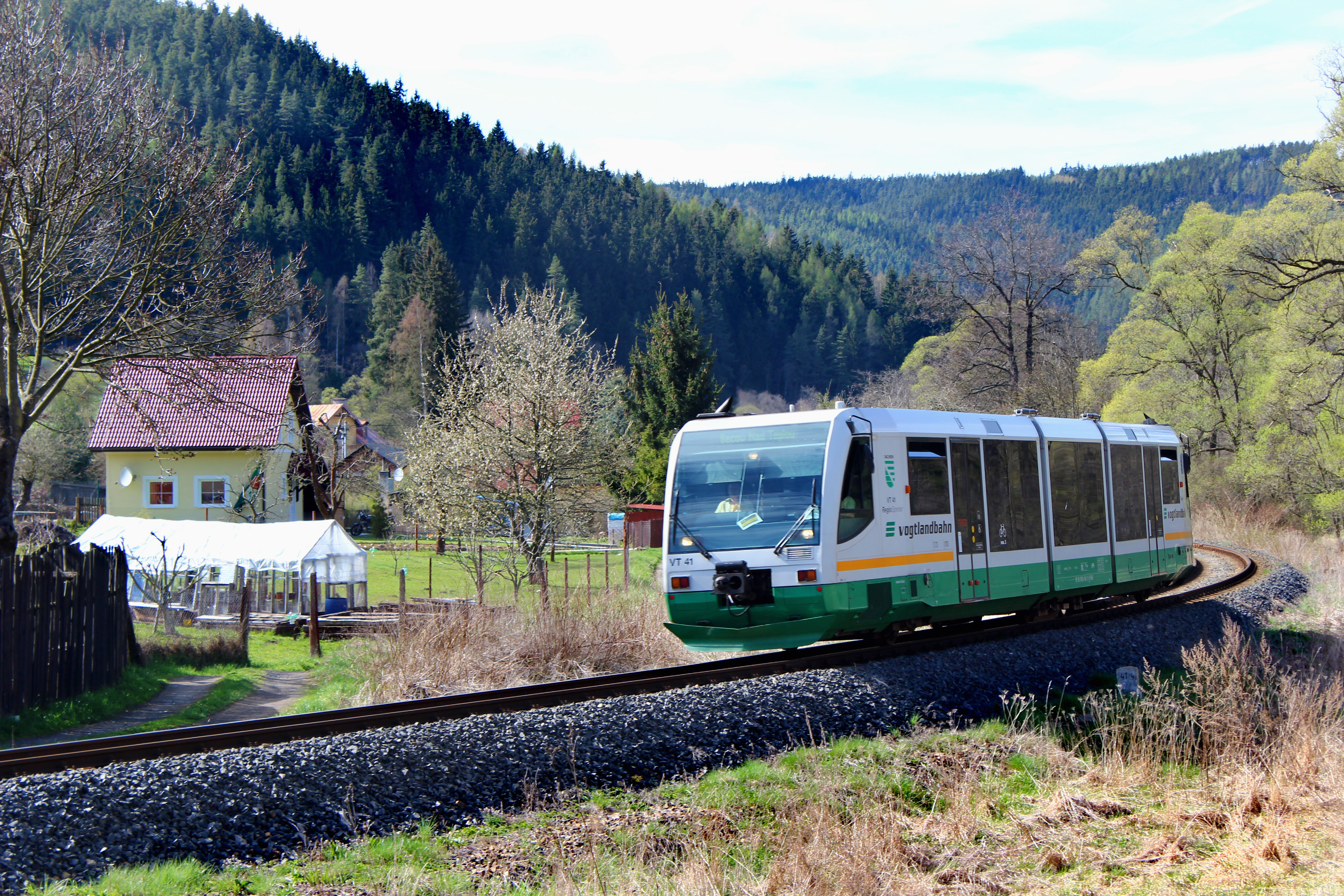
Jednotka RegioSprinter pronajatá od společnosti Vogtlandbahn na trati 149 v Tepličce, duben 2012

GW Train Regio a.s. (do 20. prosince 2011 VIAMONT Regio a.s.) je český železniční dopravce se sídlem v Ústí nad Labem. Společnost se zabývá především provozováním osobní železniční dopravy na regionálních tratích. K 1. lednu 2011 převzala osobní železniční dopravu společnosti Viamont a.s. V červnu 2014 koupila stoprocentní podíl v GW Train Regio a.s. autobusová a kamionová společnost ČSAD JIHOTRANS a.s.

## Historie
Roku 1992 byla založena společnost Viamont spol. s r.o. a roku 1996 byla transformována na Viamont a.s. Tato společnost zahájila roku 1997 provoz pravidelné osobní dopravy na trati Trutnov – Svoboda nad Úpou.
19. června 2008 založil Viamont dceřinou společnost Viamont Regio a.s. a vyčlenil do ní k 1. lednu 2011 aktivity mateřské společnosti spojené s provozováním osobní železniční dopravy, které předtím byly vyčleněny do Divize osobní doprava. K 1. lednu 2011 na Viamont Regio a.s. přešly i práva a závazky týkající se této části podnikání.
17. října 2011 se jediným akcionářem společnosti stala společnost IDS building corporation a.s., člen koncernu IDS, a krátce na to – 20. prosince 2011 – společnost změnila firmu na GW Train Regio a.s.
Z divize provozování drah a vleček byla vytvořena nová sesterská společnost PDV Railway a.s. (zkratka znamená „provozování drah a vleček“)[zdroj?], jejímž statutárním orgánem je člen jednočlenného představenstva Jan Franz. Na tuto dceřinou společnost přešlo provozování tratí Sokolov – Kraslice a Trutnov – Svoboda nad Úpou, pronajatých již dříve Viamontem od SŽDC. V červenci 2012 ředitel oznámil, že PDV Railway chce ucházet i o provozování dalších tratí, o jejichž pronájmu SŽDC uvažuje. Původním vlastníkem PDV Railway, zapsané 5. dubna 2012, byla IDS building corporation a.s., člen koncernu IDS. Od 10. září 2012 byl jako jediný akcionář zapsán František Sobotka z Ústí nad Labem-Chuderova.
V červnu 2014 koupila stoprocentní podíl v GW Train Regio autobusová a kamionová společnost ČSAD JIHOTRANS a.s. Neplánovala měnit název ani management společnosti. Chtěla se účastnit soutěže Jihočeského kraje o provozování regionální železniční dopravy.
V roce 2014 byla jedním ze tří účastníků soutěže Jihočeského kraje na provozování dopravy na skupině pošumavských regionálních tratí. GW Train Regio nabídla cenu 95 Kč/vlkm, Arriva 105 Kč/vlkm a České dráhy zhruba 160 Kč/vlkm. Společnost zakázku získala a od 10. prosince 2017 na šumavských tratích dopravu provozuje.

## Činnost společnosti
Společnost provozuje v závazku veřejné služby na objednávku krajů osobní železniční dopravu na několika železničních tratích v Česku. V GVD 2020/2021 se jedná o následující železniční tratě s pravidelnými vlaky GW Train Regio:

### Středisko Karlovarsko

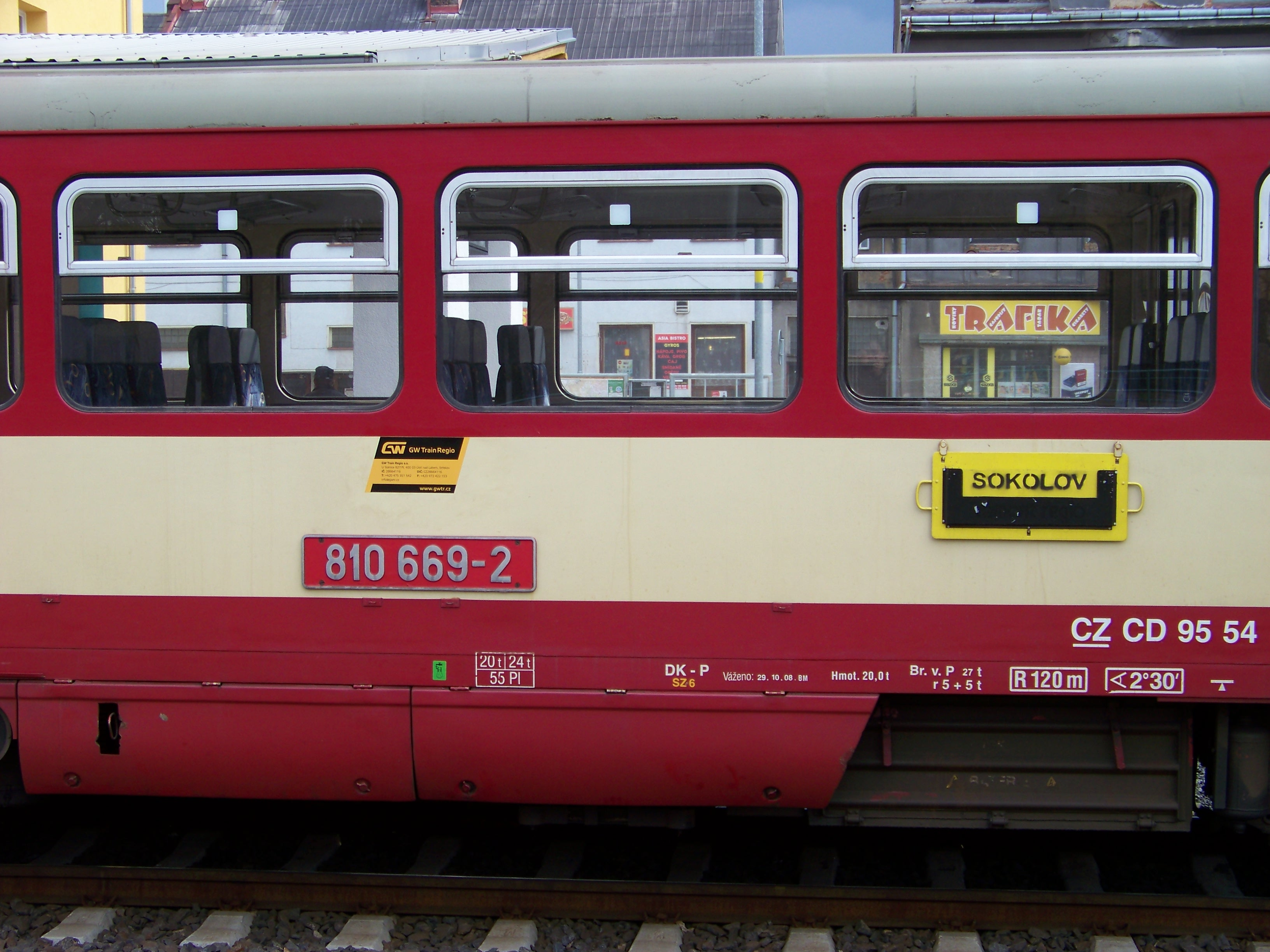
Motorový vůz Českých drah ve službách GW Train Regio v Sokolově

- trať Sokolov–Kraslice, 27 km, denně 18 párů vlaků. Viamont zde dopravu převzal od 24. května 1998. Doprava je zajišťována dvěma motorovými vozy (řada 810) a dvěma přípojnými osobními vozy (řada Btax780, dříve 010) a dvěma motorovými vozy Stadler RS1, pronajatými od společnosti Die Länderbahn.

Většina spojů pokračuje bez přestupu jako vlaky společnosti Die Länderbahn do stanice Zwickau Zentrum.
- trať Karlovy Vary – Mariánské Lázně, 53 km, denně 9 párů spojů v celé trase a v pracovních dnech navíc 5 párů spojů na 20 km dlouhém úseku Karlovy Vary – Bečov nad Teplou. Viamont zde převzal dopravu od 10. prosince 2006. Osobní dopravu zajišťují 2 motorové jednotky RegioSprinter a jeden záložní motorový vůz 810. iDnes.cz v roce 2012 uvedla, že zde dopravce používá jednotku, kterou ŽOS Zvolen vyráběla rekonstrukcí motorových vozů řady 810[8], obdobu českých Regionov.[9]. Jednalo se však o prototyp ve vlastnictví výrobce, v roce 2015 byly obě jednotky vráceny zpět na Slovensko[10]. Jednotky RegioSprinter od roku 2018 postupně procházejí rekonstrukcí po vzoru jednotek používaných na Šumavě.

### Středisko Královéhradecko

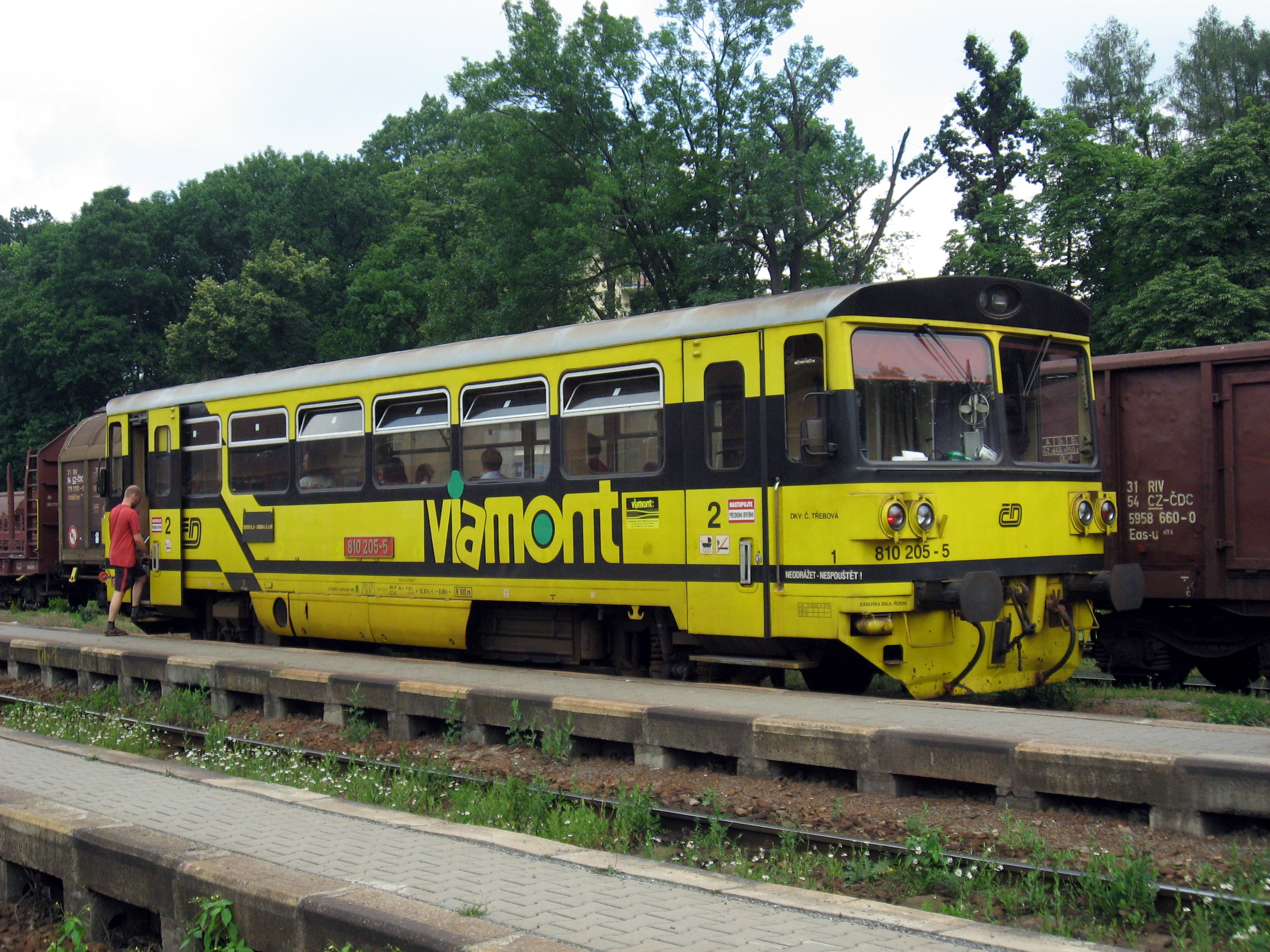
Motorový vůz společnosti Viamont Regio v Trutnově, 2009

- trať 043 Trutnov–Sędzislav, 19 km. Pouze víkendové spoje v letní sezoně. Ve spolupráci s polským dopravcem Koleje Dolnośląskie pokračuje bez přestupu přes hranice ve směru Jelenia Góra a Wrocław Główny. Dopravu zajišťuje jedno pronajaté vozidlo řady SA 134
- tratě Týniště nad Orlicí – Meziměstí a Trutnov – Teplice nad Metují . GWTR provozuje 2 páry víkendových sezónních vlaků od 24. 4. do 28. 9.[zdroj?]

### Středisko Moravskoslezsko
- trať Milotice nad Opavou – Vrbno pod Pradědem, 20 km. Viamon Regio převzal dopravu od 1. ledna 2010. Dopravu zajišťuje jeden motorový vůz řady 816 (záloha je vůz řady 810).[zdroj?]

### Středisko Šumava
- Tratě České Budějovice – Černý Kříž, Číčenice – Nové Údolí a Strakonice–Volary. GW Train Regio převzal dopravu 10. prosince 2017, dopravu zajišťují motorové vozy německé řady 654 (RegioSprinter) modernizované ve společnosti CZ Loko (nové sedačky, bezbariérové WC, zásuvky 230V, wifi, klimatizace),[11] motorové jednotky německé řady 628, jedna motorová jednotka řady 814, tři motorové vozy řady 816[12] a jeden motorový vůz 810. Jihočeský kraj uzavřel se společností GW Train Regio smlouvu o přepravě cestujících na uvedených tratích na dobu 15 let. Ušetří tak 20 milionů ročně.[13][14]

### Dálková doprava
- rychlíky Plzeň - Žatec - Chomutov - Most, 157 km. GW Train Regio převzalo dopravu od 11. prosince 2016, provozuje čtyři páry vlaků (v neděli pět). Provoz zajišťují odkoupené a modernizované motorové jednotky řady DB 628. Od 10. prosince 2017 převzal dopravce i zbylé rychlíky od Českých drah (tři páry spojů).[zdroj?]

### Středisko Ústecko
Dopravce zde získal desetiletou smlouvu za 130 Kč/km od 11. prosince 2022. Stejně jako na Šumavě vozí cestující motorovými jednotkami 628.
- spěšné vlaky U52 Žatec – Louny – Lovosice – Ústí nad Labem hl. n., vedené v pracovní dny (a jeden vlak v sobotu z Žatce a v neděli z Ústí)
- víkendové spěšné vlaky T8 Ústí nad Labem hl. n. – Louka u Litvínova – Moldava v Krušných horách

### Středisko Pošumaví
Dopravce zde získal smlouvu na 2 vlakové linky od 10. 12. 2023 do prosince 2033. První rok bude jezdit za 142,45 Kč/km. Provoz zajišťují modernizované vozy Stadler RS1 (v Česku jako 841.2).
- P11 Strakonice – Horažďovice-Předměstí – Klatovy
- P23 Klatovy – Domažlice

### Ukončený provoz

#### Středisko Liberecko
V letech 2010–2015 dopravce provozoval vlaky na trati 036 v úseku Kořenov–Harrachov, odkud vlaky pokračovaly do Polska ve spolupráci z dopravcem Przewozy Regionalne. Nahradily je České dráhy na české straně a Koleje Dolnośląskie na polské straně.

#### Středisko Královéhradecko
V letech 1997–2021 dopravce provozoval osobní dopravu na 10 km dlouhé trati Trutnov – Svoboda nad Úpou, a to dvěma motorovými vozy řady 810 a jedním přívěsným vozem řady Btax780 (dříve 010). Nahradily je České dráhy.